# Don Cherry
Don Cherry (Oklahoma City, 1936. november 18. – Málaga, 1995. október 19.) amerikai dzsessztrombitás. Hosszú időn át Ornette Coleman szaxofonos zenekaraiban lépett fel. Többek között a The Shape of Jazz to Come és a Free Jazz: A Collective Improvisation című albumon szerepel.

## Pályafutása
Cherry Ornette Coleman legendás kvartettjének volt tagja 1957-61 között, aztán 1987-ben is). Ezután John Coltrane-nel és Sonny Rollinsszal játszott, majd megalakította a New York Contemporary Five-ot Archie Sheppel és John Tchicaival. Mint vendég szerepelt Albert Ayler együttesével, majd megalakította saját kvintettét Gato Barbierivel, Karl Bergerrel és egy európai ritmusszekcióval.
Pran Nath énekórái után Cherry összekapcsolta a dzsesszt a világzenével. Johnny Dyani, Okay Temiz és Han Bennink, svéd zenészekkel és a feleségével, Moki Cherry -vel közös európai turnék után az 1970-es évek közepén ismét együtteseket hozott létre amerikai kollégáival, így például Dewey Redmannel, Charlie Hadennel és Ed Blackwellel, majd Peter Apfelbaummal és Carlos Warddal is.
Don Cherry egyre inkább az afrikai kontinens zenéje felé fordult, ami tükröződik kompozícióiban is. Naná Vasconcelosszal és Collin Walcottal szervezte meg a CoDoNa triót.
A U2 révén belekóstolt a popzenébe. Játszott többek között Lou Reeddel is, ami hallható a The Bells című nagylemezen. A FFRolling Stone]] magazin 1969-ben megjelent Mu, First Part című albumát a 94. helyre sorolta a 100 legnagyobb jazzalbum listáján.
Don Cherry 58 éves korában májrákban halt meg.
Fia, Eagle-Eye Cherry és mostohalánya, Neneh Cherry szintén zenészek.

## Lemezeiből
- Complete Communion (& Gato Barbieri, Henry Grimes, Ed Blackwell (1965)
- Symphony For Improvisers (& Barbieri, Karl Berger, Pharoah Sanders, Henry Grimes, J. F. Jenny-Clark, Ed Blackwell (1966)
- Where Is Brooklyn? (& Pharoah Sanders, Henry Grimes, Ed Blackwell (1966)
- Live at Cafe Montmartre (& Barbieri, Berger, Bo Stief, Aldo Romano (1966)
- Eternal Rhythm (& Albert Mangelsdorff, Sonny Sharrock, Berger (1968)
- Mu 1+2 (Duo & Ed Blackwell (1969)
- Orient/Blue Lake (& Johnny Dyani und Okay Temiz, 1971)
- Organic Music (& Maffy Falay, Bengt Berger, Tommy Koverhult, Naná Vasconcelos, Okay Temiz (1972)
- Relativity Suite (& a Jazz Composer’s Orchestra, 1973)
- Brown Rice (& Billy Higgins, Charlie Haden, Frank Lowe (1975)
- Hear and Now (& Marcus Miller, Michael Brecker, Tony Williams  (1976)
- Codona (& Collin Walcott, Don Cherry, Naná Vasconcelos, 1978)
- Musical Monsters (1980, 2018)
- Codona 2 (1980)
- Codona 3 (1982)
- Home Boy/Sister Out (& Ramuntcho Matta, Jannick (1985)
- Art Deco (& James Clay, Charlie Haden, Billy Higgins (1986)
- Live at the Bracknell Jazz Festival (& Carlos Ward, Mark Helias, Ed Blackwell, Naná Vasconcelos (1986)
- Multikulti (& Peter Apfelbaum, Carlos Ward, Bob Stewart, Ingrid Sertso, Karl Berger, Ed Blackwell, Naná Vasconcelos (1990)
- Dona Nostra (& Lennart Åberg, Bobo Stenson, Anders Jormin, Anders Kjellberg, Okay Temiz (1993)
- Cherry Jam (2020)

## Fordítás
Ez a szócikk részben vagy egészben  a   Don Cherry című német Wikipédia-szócikk ezen változatának fordításán alapul.  Az eredeti cikk szerkesztőit annak laptörténete sorolja fel. Ez a jelzés csupán a megfogalmazás eredetét és a szerzői jogokat jelzi, nem szolgál a cikkben szereplő információk forrásmegjelöléseként.